# 기타 프로
기타 프로(Guitar Pro)는 기타 및 베이스 태블러처, 악보의 멀티트랙 편집기이며, MIDI 편집기, 코드 플로터, 플레이어, 메트로놈, 그 밖의 기타리스트와 음악가를 위한 도구들이 내장되어 있다. 윈도우와 macOS(인텔 프로세서 전용)용 버전이 있으며 프랑스 기업 Arobas Music이 개발하였다.

## 역사
이 소프트웨어의 대중적인 공개 주요 릴리스는 5개가 있다: 버전 3부터 7. 기타 프로는 처음에 태블러처 편집기로 설계되었다가 그 이후로 기타 외의 수많은 악기들의 지원을 포함하여 자격을 제대로 갖춘 악보 작성기로 거듭났다.
버전 4에 이를 때까지 이 소프트웨어는 마이크로소프트 윈도우만 지원하였다. 나중에 기타 프로 5(2005년 11월 출시)는 1년 간 포팅 작업을 거치게 되었고 macOS용 기타 프로 5가 2006년 7월에 출시되었다. 2010년 4월 5일, 완전히 재설계된 버전인 기타 프로 6가 출시되었다. 이 버전은 또한 공식 지원 배포판이 되는 32비트 우분투와 더불어 리눅스를 지원한다.
2011년 2월 6일, 최초의 포터블 릴리스의 기타 프로(버전 6)가 iOS 3.0 이후를 구동하는 아이폰, 아이팟 터치, 아이패드를 지원하며 앱 스토어에서 공개되었다. 안드로이드 버전은 2014년 12월 17일 출시되었다.
2011년에 기타 프로 6 프렛라이트 레디(Guitar Pro 6 Fretlight Ready)라는 이름의 프렛라이트 기타에 대한 작업이 이루어졌다. 기타 프로 6 프렛라이트 레디에서 재생되는 태블러처 악보는 기타의 프렛보드에 있는 프렛라이트 기타의 LED에 표시되어 노래 교육에 도움을 준다.
2017년 4월, 새로운 기능들이 포함된 기타 프로 7이 공식 출시되면서 리눅스 지원을 중단했다.

## 배경
이 소프트웨어는 표준 오선보를 준수하는 다중 악기 트랙을 사용하지만 태블러처 표기법의 음표도 보여준다. 음악가에게는 노래 작곡을 위해 밴조, 드럼킷 등의 키(key)로의 접근을 제공하며 음표의 실시간 미리 듣기를 통해 지정된 템포로 재생할 수 있게 한다. 특정한 트랙을 음소거시킬 수 있으며 볼륨, 음계, 각 트랙의 그 밖의 면들을 동적 제어할 수 있다. 버전 4 이후로 가상 키보드가 내장되어 있어서 피아노 연주자들이 자신의 파트를 작곡할 수 있게 한다.
기타 프로는 라이브러리를 수단으로 소리를 출력하지만 버전 5를 기준으로 더 실감나는 재생을 위해 고품질의 녹음 샘플을 사용하는 RSE(Realistic Sound Engine)를 제공한다. 실시간 미리 듣기 기능을 사용함으로써 음악가들은 실시간으로 재생되는 태블러처에 맞추어 노래를 따라 재생할 수 있다.
기타 프로를 사용하여 작곡되는 파일들은 GP, GPX, GP5, GP4, GP3 포맷으로 녹음되며 이는 소프트웨어의 버전 7, 6, 5, 4, 3에 대응한다. 이 파일 포맷들은 상위 호환되지 않으며 구 버전의 기타 프로에서 열려고 하면 사용자에게 자신들의 소프트웨어를 각 버전으로 업그레이드할 것을 확인시킨다. 이 탭 파일들은 여러 웹사이트에서 무료로 이용이 가능하며, 여기에는 언더그라운드와 팝 밴드의 노래들이 포함된다. 그러나 Music Publishers' Association(MPA)가 제기한 저작권 문제에 대한 압박으로 인해 이 사이트들 중 일부는 폐쇄에 이르게 되었다.